# 桑德拉·奥法特
桑德拉·奥法特（德語：Sandra Auffarth，1986年12月27日—），德国女子马术运动员。她曾代表德国参加2012年、2016年和2020年夏季奥林匹克运动会马术比赛，共获得一枚金牌、一枚银牌和一枚铜牌。